# Holytown
Holytown är en ort i Storbritannien.   Den ligger i kommunen North Lanarkshire och riksdelen Skottland, i den centrala delen av landet, 500 km nordväst om huvudstaden London. Holytown ligger 102 meter över havet och antalet invånare är 5 377.
Terrängen runt Holytown är lite kuperad. Runt Holytown är det tätbefolkat, med 369 invånare per kvadratkilometer. Närmaste större samhälle är Glasgow, 18,5 km väster om Holytown. Runt Holytown är det i huvudsak tätbebyggt.